# إيرينا شيمانوفيتش
إيرينا شيمانوفيتش مواليد 30 يونيو 1997 في مينسك، هي لاعبة كرة مضرب بيلاروسية وتحتل حالياً المرتبة 515 (31 أغسطس 2015) في تصنيف رابطة محترفات كرة المضرب. أعلى تصنيف لها في الفردي كان 367. أعلى تصنيف لها في الزوجي كان 456.

## النهائيات

### الفردي (3–3)
| الحصيلة | الرقم | التاريخ        | الدورة             | الأرضية | المنافس              | النتيجة       |
| ------- | ----- | -------------- | ------------------ | ------- | -------------------- | ------------- |
| الفوز   | 1.    | 25 نوفمبر 2013 | شرم الشيخ، مصر     | صلبة    | إميلي ويبلي سميث     | 6–4, 6–3      |
| الوصافة | 1.    | 2 ديسمبر 2013  | شرم الشيخ، مصر     | صلبة    | إيلينا-تيودورا كادار | 4–6, 6–4, 3–6 |
| الفوز   | 2.    | 17 فبراير 2014 | آلتنكيرشن، ألمانيا | سجاد    | ريكا لوكا جاني       | 6–1, 7–6(7–3) |
| الوصافة | 2.    | 3 مارس 2014    | أنطاليا، تركيا     | ترابية  | تشو لين              | 1–6, 4–6      |
| الفوز   | 3.    | 10 مارس 2014   | أنطاليا، تركيا     | ترابية  | ليزا بونومار         | 6–2, 6–3      |
| الوصافة | 3.    | 15 يونيو 2015  | مينسك، بيلاروسيا   | ترابية  | داريا كاساتكينا      | 1–6, 1–6      |

## الميداليات
| الميدالية | المسابقة                              |
| --------- | ------------------------------------- |
| ذهبية     | الألعاب الأولمبية الصيفية للشباب 2014 |
| فضية      | الألعاب الأولمبية الصيفية للشباب 2014 |

## روابط خارجية
- إيرينا شيمانوفيتش على موقع رابطة محترفات التنس (الإنجليزية)
- إيرينا شيمانوفيتش على موقع الاتحاد الدولي لكرة المضرب (الإنجليزية)
- إيرينا شيمانوفيتش على موقع كأس بيلي جين كينغ (الإنجليزية)
- إيرينا شيمانوفيتش على موقع بطولة ويمبلدون (الإنجليزية)
- إيرينا شيمانوفيتش على موقع خلاصة التنس.كوم (الإنجليزية)
- إيرينا شيمانوفيتش على موقع أوليمبيديا (الإنجليزية)